# Amphorella
Amphorella é um género de gastrópode  da família Ferussaciidae.
Este género contém as seguintes espécies:
- Amphorella iridescens
- Amphorella melampoides
- Amphorella producta